# Teretoctopus indicus
Teretoctopus indicus — вид восьминогів родини Octopodidae. Вид поширений на півночі Індійського океану.